# Boön
Boön är en ö strax utanför Karlshamns hamninlopp. Idag finns det en gångbro ut till ön från intilliggande halvön Stärnö på fastlandet. Boön är populär för både sol, bad och promenader men historiskt sett har Boön hyst både försvarsanläggning, lotsstation, skeppsvarv samt en begravningsplats.

## Tidiga historia
När Karlshamn grundades på 1600-talet så valde man att bygga stadens första försvarsanläggningar på Boön. Erik Dahlbergh gjorde upp ritningar för att använda Boön som en flottbas, och redan 1659 (innan Karlshamn fick stadsrättigheter) stod skansen klar. Skansen hade då två funktioner, dels skydda stadens inlopp mot främmande fartyg men även skydda örlogsvarvet Bodekulls skeppsvarv på Boön. Skansen var sex meter hög och formad som en oregelbunden femuddig stjärna. I skansen fanns plats för nittio man och batterier med åtta kanoner. Skansen användes fram till 1675 vid det skånska kriget, för att senare rivas och ersättas med Karlshamns kastell på Frisholmen.

## Skeppsvarv
Huvudartikel: Bodekulls skeppsvarv
Efter freden i Roskilde den 26 februari 1658, då Blekinge blev svenskt, skickade kung Karl X Gustaf kapten Peter von Edam till dåvarande Bodekull (nuvarande Karlshamn) för att undersöka om ett skeppsvarv kunde byggas där. Hans rapport till kungen sade att det fanns en bra hamn (med 12 - 15 meters djup) och att skepp med åtminstone en längd på 41,5 meter kunde byggas där. 
Den 17 april 1659 beslöt konungen att anlägga ett skeppsvarv på Boön, beläget vid inloppet till hamnen. På Boön uppfördes bodar och verkstäder för skeppsbyggeriet och på den närliggande Sternöhalvön fanns husen för hantverkare, smeder och timmermän. Placeringen berodde på närheten till vatten och den goda tillgången på Ek som fanns i Blekinge. När fartygen var byggda så seglades de till Stockholm för att där bli utrustade och bestyckade. Det största fartyget som byggdes var Hans Wachtmeister af Johannishus' amiralsskepp,
Regalskeppet Nyckelen. Nyckelen var 55 meter långt med tre bestyckade däck med tillsammans 84 kanoner samt förde en besättning på 400 man, även regalskeppen Saturnus, Venus samt Mercurius byggdes även de på Boön. Utöver dessa var det främst mindre trupp- och transportfartyg som byggdes som till exempel flöjtskepp samt av typ bojort. Under den senare hälften av augusti månad 1676 befallde kungen att varvet skulle upplösas. Strax därefter kom danskarna till Karlshamn och plundrade och förstörde varvet. Den 8 augusti 1677 beslöts att skeppsvarvet på Boön skulle läggas ned. Varvet kom senare att kallas Gamle skans.

## Begravningsplats

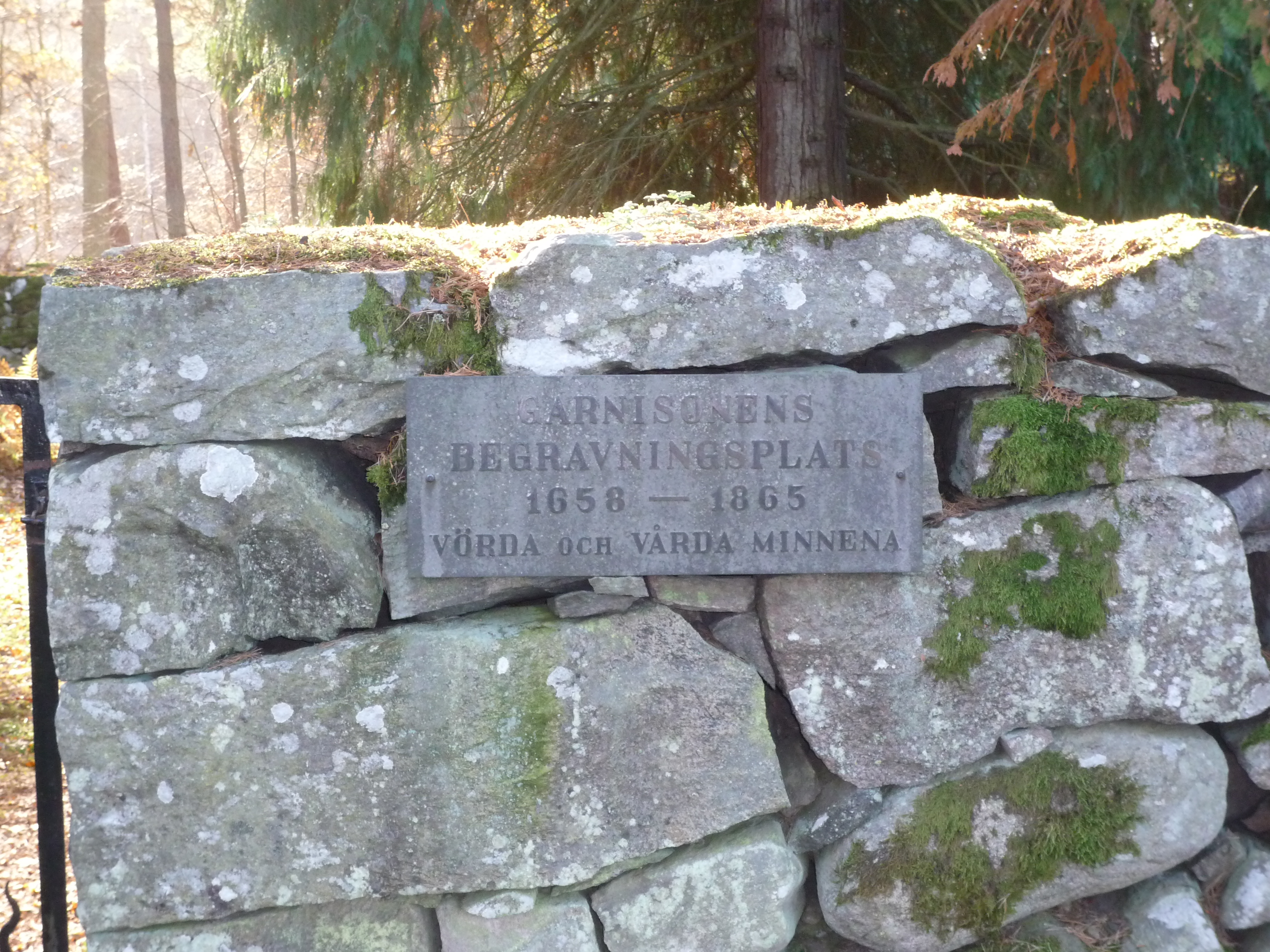
Plaketten på stenmuren

I närheten av Gamle skans (varvet) anlades 1693 en liten begravningsplats för garnisonen vid Karlshamns kastell på Frisholmen. På stenmuren, som omgärdar begravningsplatsen, sitter en plakett, som säger "Garnisonens begravningsplats 1658 - 1865. Vörda och Vårda Minnena". En ännu idag läsbar gravsten är rest över graven för kaptenen i armén tillika löjtnanten vid arméns flotta, riddaren av Kungl. Svärdsorden Jesper Albrekt Benzelstierna (1763-1833), som var kommendant på Karlshamns kastell sedan 1811.  Hans dottersons son är den store finländske målaren Albert Edelfelt.  Även stenen över kapten Benzelstiernas efterträdare kaptenen vid örlogsflottan Wilhelm Gustaf Gyllenskepp (1784-1836), riddare av Kungl. Svärdsorden och kommendant på Karlshamns kastell sedan 1833 är fortfarande läsbar; hans änka begrovs i Karlskrona 1869.

## Lotsstation
1845 uppfördes på Boön en lotsstation. Den bestod av ett bostadshus för fyra familjer och ett torn med utsikt över havet och de annalkande fartygen. Lotsstationen användes till 1875 då den flyttades till Näsviken närmare staden. 